# 덕장초등학교
덕장초등학교는 대한민국 경기도 의왕시에 있는 공립 초등학교이다.

## 학교 연혁
- 1944년 4월 1일: 고천국민학교 청계분교장 개교
- 1996년 3월 1일: 덕장초등학교로 개명
- 2008년 11월 15일: 신축교사 준공
- 2015년 3월 1일:  흡연예방중심학교(심화형), 진로체험학교 지정
- 2019년 3월 1일: 혁신학교 재지정(2019.3.1.~2023.2.28.)

## 참고 자료
- 덕장초등학교 - 한국교육학술정보원 학교알리미